# My 600-lb Life
My 600-lb Life (no Brasil, Quilos Mortais) é uma série de reality show atualmente no ar pelo canal de televisão norte-americano TLC. Cada episódio segue um ano na vida de uma pessoa morbidamente obesa que começa o episódio pesando perto de seiscentas libras (~272 quilos) e suas tentativas de reduzir o seu peso para um nível saudável, geralmente com a ajuda de uma cirurgia bariátrica realizada pelo cirurgião Younan Nowzaradan, de Houston, Texas. Nowzaradan apelidado de Dr. Now possui uma clínica de destaque localizada no 4009 Bellaire Boulevard, em Houston e cirurgias são realizadas na Fundação Cirúrgica de um Hospital de Houston.
Esta série originalmente tratava de quatro pacientes obesos mórbidos. Devido a sua popularidade, os novos episódios foram filmados, incluindo um Como Eles Estão Agora?, como retrospectiva na quarta temporada.
Na primeira temporada, os pacientes foram filmadas ao longo de um período de sete anos, de 2004 a 2011. Começando com a segunda temporada os pacientes foram filmadas por apenas um ano.
Na temporada 5, os novos episódios serão filmados com duas horas de episódios em vez de uma hora de episódios. Isso foi feito anteriormente com as histórias de Melissa e Lupe. 
Até 2018, apenas um paciente morreu durante o programa por consequência da obesidade mórbida: Robert Buchel, falecido em Novembro de 2017 em decorrência de um ataque cardíaco enquanto era internado. Os outros até o momento continuam vivos, apesar de seu potencial de ameaça à vida devido a condição de obesidade mórbida. Henry Foots, que foi destaque na primeira temporada, morreu de uma doença não relacionada a sua cirurgia para perda de peso em 2013.

## Mortes
A partir de 2020, quase todos, exceto oito dos pacientes envolvidos nesta série ainda estão vivos, apesar da condição potencialmente fatal da obesidade mórbida.
Henry Foots, que apareceu na primeira temporada, morreu de uma doença não relacionada à sua cirurgia para perda de peso em 2013.
Robert Buchel foi apresentado na sexta temporada e morreu em novembro de 2017 durante as filmagens do programa, como resultado de um ataque cardíaco durante sua estadia em uma enfermaria especializada em Houston. A morte de Buchel foi a primeira da série a ser apresentada durante o episódio do paciente.
James L. B. Bonner, que também participou da sexta temporada do programa, morreu em 2 de agosto de 2018, vítima de um ferimento por arma de fogo autoinfligido.
Lisa Fleming, terceira participante da sexta temporada, morreu em 23 de agosto de 2018.
Sean Milliken, apresentado na quarta temporada do programa, morreu em 17 de fevereiro de 2019.
Susan Farmer, que apareceu em um episódio da terceira temporada do programa, notavelmente enfrentou a paralisia das pernas, neuropatia ocasionada por conta de seu peso e apresentada no programa.
Kelly Mason, que apareceu em um episódio da sétima temporada, morreu enquanto dormia, vitima de um ataque cardíaco após lutar por anos contra uma condição cardíaca. Kelly morreu no nono mês de seu tratamento para a perda de peso.
James King, participante da quinta temporada, morreu no dia 3 de abril de 2020. Na última vez em que se pesou, James estava com 381 quilos. De acordo com as informações disponíveis, James já tinha algumas doenças, como sepse e cirrose hepática. A última aparição de King no reality foi em 2018 na série Quilos Mortais: como eles estão agora, quando participou com 23 quilos a mais do que na sua última aparição. Até mesmo o serviço de proteção ao adulto dos EUA foi acionado contra Lisa, namorada de James, por conta de sua colaboração com a piora da saúde dele e a omissão do apoio para emagrecer. James deixou esposa, seis filhos e dezenove netos.
Renné Biron, que apareceu na sexta temporada, morreu em 14 de maio de 2021. Ela chegou a se sair bem em seu processo de emagrecimento, mas nos seus últimos dias desenvolveu a síndrome de Guillan-Barré. Renné deixou 7 filhos e 28 netos.
Gina Marie Krasley, que participou da 8ª temporada, morreu em 1º de agosto de 2021 aos 30 anos de idade, por motivos ainda não divulgados pela família.

## Resumo da série
| Temporada | Episódios | Originalmente exibido  | Originalmente exibido   | Originalmente exibido |
| Temporada | Episódios | Primeira exibição      | Última exibição         | Rede                  |
| --------- | --------- | ---------------------- | ----------------------- | --------------------- |
| 1         | 6         | 1 de fevereiro de 2012 | 26 de março de 2012     | TLC                   |
| 2         | 8         | 7 de janeiro de 2014   | 25 de fevereiro de 2014 | TLC                   |
| 3         | 10        | 7 de janeiro de 2015   | 8 de abril de 2015      | TLC                   |
| 4         | 14        | 6 de janeiro de 2016   | 18 de maio de 2016      | TLC                   |
| 5         | 14        | 4 de janeiro de 2017   | 5 de julho de 2017      | TLC                   |
| 6         | 18        | 3 de janeiro de 2018   | 9 de maio de 2018       | TLC                   |
| 7         | 20        | 2 de janeiro de 2019   | 2 de maio de 2019       | TLC                   |
| 8         | 20        | 1 de janeiro de 2020   | 13 de maio de 2020      | TLC                   |

## Exibição
Em 2021, a Record adquiriu os direitos de transmissão da série e passou a exibir alguns episódios do programa em esquemas de temporadas. Ao contrário da edição original que transmite apenas as rotinas e os depoimentos dos pacientes, familiares e do Dr. Now, a edição brasileira possui a apresentação de Celso Zucatelli, que anuncia para o público o episódio a seguir e um mini resumo, além de chamar os comerciais. A primeira temporada foi exibida de 5 de janeiro a 27 de abril de 2022. A segunda temporada foi exibida de 1.º de fevereiro a 3 de maio de 2023. A terceira temporada foi exibida de 21 de julho a 8 de dezembro de 2023. A quarta temporada foi exibida de 23 de fevereiro a 11 de outubro de 2024. Alguns episódios inéditos foram exibidos entre os dias 5 e 12 de janeiro, além de 23 de março de 2025 no final das tardes de domingo em uma edição especial. A quinta temporada está sendo exibida desde 2 de maio de 2025, exibindo também alguns episódios aos domingos em situações esporádicas, como nos dias 11, 18 e 25 de maio.